# 占领下的卢浮宫
《占领下的卢浮宫》（英語：Francofonia） 是一部於2015年上映，由俄罗斯导演亚历山大·索科洛夫执导的法国劇情片，入选2015年第72届威尼斯影展主竞赛片，以及2015年多伦多影展大师单元。

## 剧情
《攻佔羅浮宮》以擬真演出結合以真、假紀錄片，描述第二次世界大战間德軍攻陷法國，阿道夫·希特勒下令炸毀巴黎，收藏世界級藝術珍品的卢浮宫也成為德軍覬覦目標。不過在希特勒藝術管理官梅特涅趕到時，羅浮宮裡竟然空無一物。該片探討藝術與權力間的曖昧關係，除使用大量史料，也擬真演出當時搶救藝術品的羅浮宮館長賈克喬札與納粹軍官梅特涅的精采對話，呈現藝術與生命間抉擇震撼。

## 角色
- Louis-Do de Lencquesaing 饰 Jacques Jaujard
- Vincent Nemeth 饰 拿破仑
- Benjamin Utzerath 饰 弗朗茨·沃爾夫·梅特涅
- Johanna Korthals Altes 饰 瑪麗安

## 评价
本片在威尼斯影展上获得极佳的口碑，无论是媒体专业打分还是普通观众评分都遥遥领先于其他作品，被认为是金狮奖的最大热门。《好莱坞报道者》：“这是一部毋庸置疑的大师之作，对于那些钟爱它的观众来说，这是饕餮盛宴。虽然在4年间给亚历山大·索科洛夫两个金狮奖是一件不合常理的事情，但是这件事情极有可能会发生。”